# ブアチョンプー・フォード
ブアチョンプー・フォード（บัวชมพู ฟอร์ด, BUA CHOMPOO FORD, 1980年3月17日 - ）はタイ王国の歌手。Music Cream所属。父はイギリス人、母はタイ人、兄弟はいない。タイの名門タンマサート大学の芸術学部演劇学科卒業。

## 作品

### アルバム
- 『บัวชมพู』（2001年）
- 『Sunshine Day』（2002年）
- 『Cheer 2 : Friendship』（2002年）
- 『Your Song 1-2』（2003年）
- 『Beatufiful Moment』（บัวชมพู ฟอร์ด）（2004年）
- 『All Season』（2004年）
- 『Buachampoo』（2004年）※日本発売版（ベストアルバム）
- 『Bright side』（2006年）

## 出演

### ドラマ
- 「クン・チャーイ」
- 「キッチャカム・チャーイ・ソット」
- 「マサヤー」
- 「ナン・ムアイ・ヨーム・シー」
- 「カーク・ペット」

### CM
- Carefree, Calpico（カルピス）, H2O, Lotte（ロッテ）, Tea Tree Facial Foam 等